# 사회적 상호작용

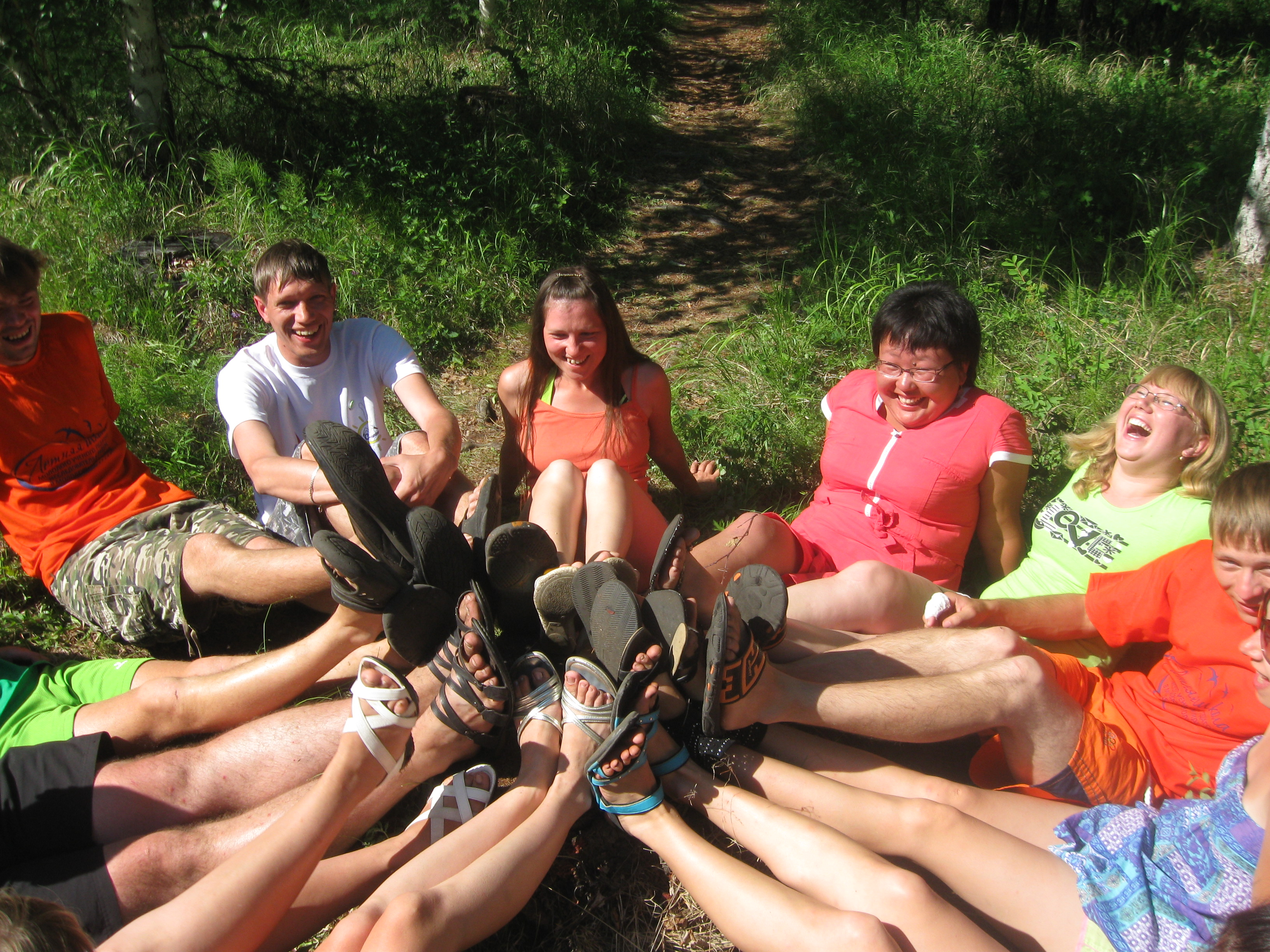

사회적 상호 작용(社會的相互作用)은 인간이 사회적 동물로서 타인과 다양한 사회적 관계를 맺으면서 살아가는 것을 뜻한다.
사회적 상호 작용에는 협동, 경쟁, 갈등 등 크게 세 가지 유형이 있다. 동일한 집단 내에서 이와 같은 상호 작용은 순차적으로 일어나기도 하고, 사안에 따라서 혼재되어 나타내기도 한다.

## 상호작용의 종류

### 협동
협동은 동일한 목표를 달성하기 위하여 여러 사람이 공동으로 노력하는 것이다. 무거운 짐을 함께 운반하는 것이나 축구 경기에서 승리하기 위해 팀 구성원들이 함께 잘하려고 애쓰는 것, 줄다리기에서 이기기 위해 힘을 모으는 것 등이다. 협동은 목표 달성의 혜택이 구성원에게 고루 분배될 때 잘 이루어진다는 특징이 있으며,두 집단 간에 경쟁이나 갈등이 발생하면 해당 집단 내부에서는 협동이 강화되는 측면이 있다.

### 경쟁
경쟁은 동일한 목표를 사람들이 서로 차지하기 위하여 애쓰는 것을 말한다. 경쟁에서는 한쪽의 목표 달성이 다른 쪽의 목표 달성을 제한하는 결과를 가져온다. 누군가 먼저 목표를 달성하면 다른 사람은 그 목표를 달성할 수 없으며, 먼저 목표를 달성한 사람에게만 혜택이 주어질 때 경쟁이 발생한다. 경쟁은 상호 노력하는 과정에서 개인과 사회의 발전을 가져온다는 장점도 있지만, 너무 심할 경우에는 갈등으로 변할 수도 있다.

### 갈등
갈등은 서로 이해관계가 충돌하거나 경쟁이 심해져서 상대방을 강제로 굴복시키거나 제거해서 목표를 달성하려는 상태이다. 친구 간의 싸움, 부부간의 싸움, 노사갈등, 시위하는 군중, 전쟁 등이 갈등의 사례인데, 이와 같은 갈등이 극대화 되면 사회를 분열시키고 혼란에 빠뜨릴 수 있다. 그러나 갈등이 역기능만 있는 것은 아니다. 한편으로는 사회 문제가 무엇인가를 알려 주고, 그 해결 방안을 모색하도록 한다는 점에서 사회 발전에 기여하는 측면도 있다. 노사 갈등을 통해 노동자의 권익이 향상되고 시민 혁명을 통해서 민주주의가 발전하고 여야간 갈등을 통해서 정치적 수준이 신장된 것 등이 그 사례이다. 한편, 갈등은 집단 간의 갈등이 생기면 집단 내부의 갈등은 완화된다는 특징이 있다.